# 北海道道641号北旭川停車場線
北海道道641号北旭川停車場線（ほっかいどうどう641ごう きたあさひかわていしゃじょうせん）は、北海道旭川市内を結ぶ一般道道（北海道道）である。

## 概要

### 路線データ
- 起点：北海道旭川市流通団地1条4丁目（JR貨物 北旭川駅・北海道道761号北旭川停車場永山線交点）
- 終点：北海道旭川市末広東1条3丁目（国道40号交点）
- 路線延長：2.2 km

## 歴史
- 1969年（昭和44年）6月18日 路線認定[1]。

## 路線状況

### 重複区間
- 旭川市流通団地2条2丁目 - 終点（北海道道90号旭川環状線）

## 地理

### 通過する自治体
- 上川総合振興局
  - 旭川市

### 交差する道路
旭川市
- 北海道道761号北旭川停車場永山線 - 流通団地1条4丁目（起点）
- 北海道道90号旭川環状線 - 流通団地2条2丁目、末広東1条3丁目（重複）
- 国道40号 - 末広東1条3丁目（終点）

### 沿線にある施設など
旭川市
- JR貨物 北旭川駅 - 流通団地1条5丁目
- 旭川流通団地簡易郵便局 - 流通団地2条3丁目